# Juan Manuel de Prada Blanco
Juan Manuel Prada Blanco (Barakaldo, Biscaia; 8 de desembre de 1970), és un escriptor, crític literari i articulista espanyol.

## Biografia
Nascut a Barakaldo, va passar la infantesa i joventut a Zamora, la terra d'origen dels seus pares, on aquests tornaren quan ell era nen. Va estudiar Dret a la Universitat de Salamanca, on es va llicenciar, però va tenir sempre una ferma vocació literària i mai ha exercit com a advocat.
La seva primera obra rellevant va ser Coños (1994), un llibre de proses líriques concebut com un homenatge a Senos, de Gómez de la Serna, i que va ser saludat positivament per algunes figures de les lletres espanyoles com Francisco Umbral o Arturo Pérez-Reverte.
A l'any següent, De Prada va publicar El silencio del patinador, col·lecció de dotze relats breus coincidents en l'ús de la primera persona narrativa i en el cultiu d'una prosa barroca i cuidada, molt distant de la d'altres autors de la seva generació. L'últim dels relats d'aquest llibre, Gálvez, és el germen de la primera novel·la de De Prada, la monumental Las máscaras del héroe (1996), ambiciosa obra d'unes sis-centes pàgines que recrea la bohèmia espanyola des de començaments del segle XX fins a la guerra civil, amb dos personatges importants: el poeta Pedro Luis de Gálvez i el seu antagonista, el personatge imaginari, Fernando Navales. Per a l'escriptura d'aquesta novel·la, De Prada va recórrer a nombroses fonts literàries, entre elles La novela de un literato, de Rafael Cansinos Assens, i la Automoribundia de Ramón Gómez de la Serna. Desfila per les seves pàgines la nòmina gairebé completa dels escriptors espanyols del període anterior a la guerra civil. Amb ella Juan Manuel de Prada va obtenir gran acolliment crític a França: «Un nou Gran d'Espanya» (Frédéric Vitoux, Le Nouvel Observateur).
La seva següent obra, La tempestad (1997), de trama detectivesca, va ser guardonada amb el Premi Planeta i ha estat traduïda a més de vint idiomes. Javier Marías s'ha lamentat d'alguna frase i cultisme (derelicte per exemple), casualment igual a alguna oració del seu aplaudit text Venecia, un interior, que Prada hauria utilitzat en la novel·la.
En 1998, la prestigiosa revista The New Yorker el va seleccionar com un dels sis escriptors menors de trenta-cinc anys més importants d'Europa, al costat dels alemanys Marcel Beyer i Ingo Schulze, a la francesa Marie Darrieussecq, al britànic Lawrence Norfolk i al rus Víktor Pelevin. En 2003 va publicar La vida invisible, considerada la més complexa de les seves novel·les, amb què va obtenir el Primavera de Novel·la i el Nacional de Narrativa. En 2007 publicà El séptimo velo (Premi Biblioteca Breve)
En 2023 publica Raros como yo, en què ressenya, entre d'altres, autores catalanes que considera injustament oblidades com Carme Guasch, María Luz Morales, Maria Teresa Vernet, Elvira Augusta Lewi, Rosa Maria Arquimbau, Irene Polo, Llucieta Canyà, Anna Murià i Elisabeth Mulder.

## Premis i distincions
- Premi Café Bretón de los Herreros 1995 per Armando Buscarini o el arte de pasar hambre
- Premi Ojo Crítico de Narrativa 1997 (Radio Nacional de España) per Las máscaras del héroe
- Premi Planeta 1997 per La tempestad
- Premi César González-Ruano 1999 per «Un seno kosovar»
- Premi Primavera de Novel·la 2003 per La vida invisible
- Premi Nacional de Narrativa 2004 por La vida invisible
- Premi Mariano de Cavia 2006 (ABC)[9]
- Premi Biblioteca Breve 2007 per El séptimo velo
- Premi de la Crítica de Castella i Lleó per El séptimo velo (2008) i per El castillo de diamante (2016).
- Premi Joaquín Romero Murube 2008 (Casa de ABC de Sevilla) per «Resucitar en Sevilla»
- Premi ABC Cultural & Ámbito Cultural d'El Corte Inglés, 2012.
- XIV Premi de la Crítica 2016. Concedit anualment per l'Instituto Castellano y Leonés de la Lengua, dirigit per Gonzalo Santonja.

## Obres

### Narració breu
- Un mundo especular y otros relatos. València, 1991.
  - Un mundo especular, Elogio de la quietud, Ojos de gacela, y Pecados íntimos
- Una temporada en Melchinar, Agrupación Madrileña de Arte, 1994
- Coños. Ediciones Virtuales, 1994, en edició no venal; reeditat: Valdemar, 1995
- El silencio del patinador. Valdemar, 1995. Conté 12 relats:
  - Las manos de Orlac, Señoritas en sepia, Sangre azul, Las noches galantes, Las noches heroicas, Vísperas de la revolución, Hombres sin alma, El silencio del patinador, Concierto para masonas, La epidemia, El gallito ciego y Gálvez

### Novel·la
- Las máscaras del héroe. Valdemar, 1996; Premi Ojo Crítico de Narrativa de RNE (1997)
- La tempestad. Planeta, 1997; Premi Planeta
- Las esquinas del aire: en busca de Ana María Martínez Sagi. Planeta, 2000
- La vida invisible. Espasa-Calpe, 2003; Premi Primavera, Premi Nacional de Narrativa
- El séptimo velo. Seix-Barral, 2007; Premi Biblioteca Breve
- Me hallará la muerte. Destino, 2012
- Morir bajo tu cielo. Espasa, 2014
- El castillo de diamante. Espasa, 2015. Premi de la Crítica de Castella i Lleó en 2016.[10]
- Mirlo blanco, cisne negro. Espasa, 2016
- Lucía en la noche. Espasa, 2019

### Novel·la gràfica
- Penúltima sangre. Acción Press, S.A., 2006.

### Assaigs i articles periodístics
- Reserva natural, publicats a ABC. Llibros del Pexe, 1998
- Animales de compañía, publicats a ABC. SIAL, 2000
- Desgarrados y excéntricos. Seix Barral, 2001
- La nueva tiranía, publicats a ABC. Libros Libres, 2009
- Lágrimas en la lluvia. Sial, 2010
- Nadando contra corriente, publicats a ABC. Buenas Letras, 2010
- Dinero, demogresca y otros podemonios. Temas de hoy, 2015
- Los tesoros de la cripta. Renacimiento, 2018